# Степановка (Устиновская поселковая община)
Степа́новка (укр. Степанівка) — село в Устиновской поселковой общине Кропивницкого района Кировоградской области Украины.
До 2020 года входило в Устиновский район
Население по переписи 2001 года составляло 517 человек. Телефонный код — 5239. Код КОАТУУ — 3525888301.